# All-trans-レチニルパルミチン酸ヒドロラーゼ
all-trans-レチニルパルミチン酸ヒドロラーゼ(all-trans-retinyl-palmitate hydrolase、EC 3.1.1.64)は、以下の化学反応を触媒する酵素である。
all-trans-レチニルパルミチン酸 + 水{\displaystyle \rightleftharpoons }all-trans-レチノール + パルミチン酸
従って、基質はall-trans-レチニルパルミチン酸と水の2つ、生成物はall-trans-レチノールとパルミチン酸の2つである。
この酵素は加水分解酵素に分類され、特にエステル結合に作用する。系統名は、all-trans-レチニルパルミチン酸アセチルヒドロラーゼ(all-trans-retinyl-palmitate acylhydrolase)である。レチノールの代謝に関与している。少なくとも1つのエフェクターとしてDetergentを必要とする。